# Józefa Mikowa
Józefa z Machayów Mikowa, ps. Ryś (ur. 13 listopada 1897 w Jabłonce, zm. 14 października 1942 w Krakowie w więzieniu Montelupich) – polska działaczka patriotyczna i społeczna, od 1912 bojowniczka o polskość Orawy, członek Polskiej Rady Narodowej na Orawie (1918–1920), w latach 1919–1920 czterokrotnie więzień polityczny w Czechosłowacji, podczas II wojny światowej współorganizator i oficer łącznikowy Tajnej Organizacji Wojskowej, Główny Kwatermistrz Obszaru Południowego Związku Walki Zbrojnej, aresztowana, torturowana i zamordowana przez gestapo. Zwana była „Królową Orawy”.

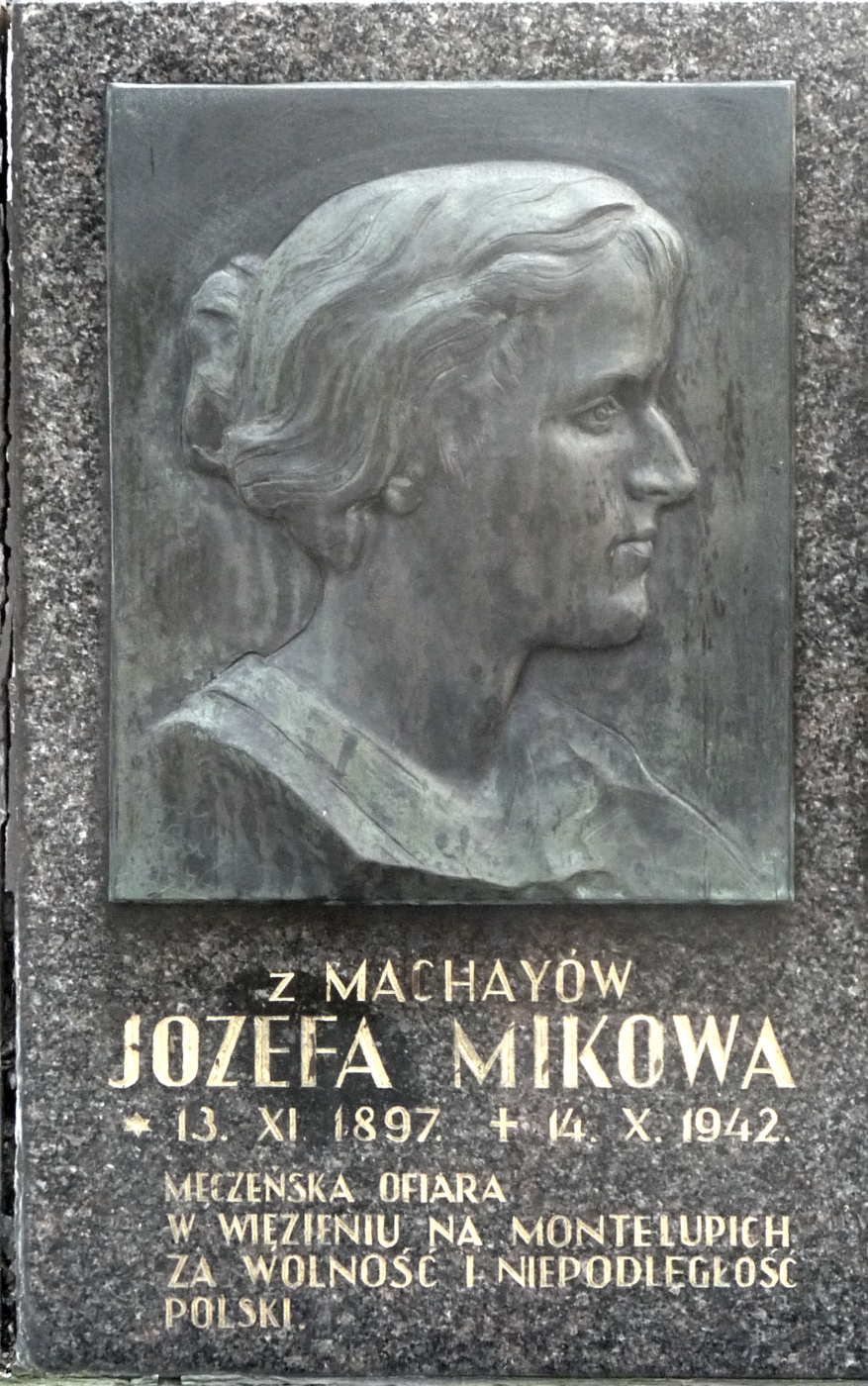
Nagrobek Józefy z Machayów Mikowej na Cmentarzu Salwatorskim w Krakowie, płaskorzeźba autorstwa Karola Hukana

## Życiorys
Józefa (w piśmiennictwie używane jest niekiedy błędnie imię Józefina) była jedenastym dzieckiem Andrzeja Machaya, siódmym z jego drugiego małżeństwa z Marią Zwolińską. Jej braćmi byli: Karol (1883–1955), ksiądz, działacz patriotyczny, odznaczony Krzyżem Oficerskim Orderu Odrodzenia Polski (1922) i Medalem Niepodległości', Ferdynand (1889–1967), ksiądz i Eugeniusz (1891–1947), działacz patriotyczny, nauczyciel gimnazjalny, odznaczony Krzyżem Niepodległości.

### Działalność niepodległościowa (1912-1920)
Po ukończeniu szkoły powszechnej w Jabłonce, do 1914 uczyła się w średniej szkole rolniczej w Enyicke, z węgierskim językiem nauczania. Pod wpływem starszych braci: Eugeniusza, Karola i Ferdynanda zaangażowała się w działalność na rzecz polskości Orawy i uświadomienia narodowego tamtejszych Polaków. W 1912 była aktywną uczestniczką orawskiej delegacji z Węgier na Zjazd Podhalan w Galicji, działała w sekcji spisko-orawskiej Zjazdu. W 1913 zorganizowała w Jabłonce Polskie Kółko Samokształceniowe dla młodzieży. Od 1918 mieszkała w Lipnicy Wielkiej, której proboszczem został jej brat Karol. W listopadzie 1918 została tam wybrana do Polskiej Rady Narodowej na Orawie. W okresie zajęcia terenu Orawy przez Czechosłowację (1919–1920) była inwigilowana i czterokrotnie aresztowana przez czechosłowackie władze. Była przetrzymywana m.in. w Trzcianie i Terezinie. Pobyt w więzieniu opisała w książce Za Polskę: notatki z więzienia czeskiego (Kraków: Główny Komitet Plebiscytu Spisko-Orawskiego, 1920). 5 kwietnia 1920 mimo młodego wieku (ledwie 22 lata) i płci, to ona przemawiała w Jabłonce do kilkutysięcznego tłumu Orawian witając manifestacyjny pochód uchodźców orawskich powracających z Podhala, zmuszonych wcześniej do ucieczki przez czeskie represje. Ze względu na wielką skuteczność na terenie Orawy, w okresie plebiscytowym w 1920 została przeniesiona na Spisz, gdzie wszędzie była pierwszą, gdzie sprawa polska była zagrożona. Za te działania już 2 maja 1923 r. została odznaczona Krzyżem Kawalerskim Orderu Odrodzenia Polski a później, 21 kwietnia 1937 r., też Krzyżem Niepodległości.

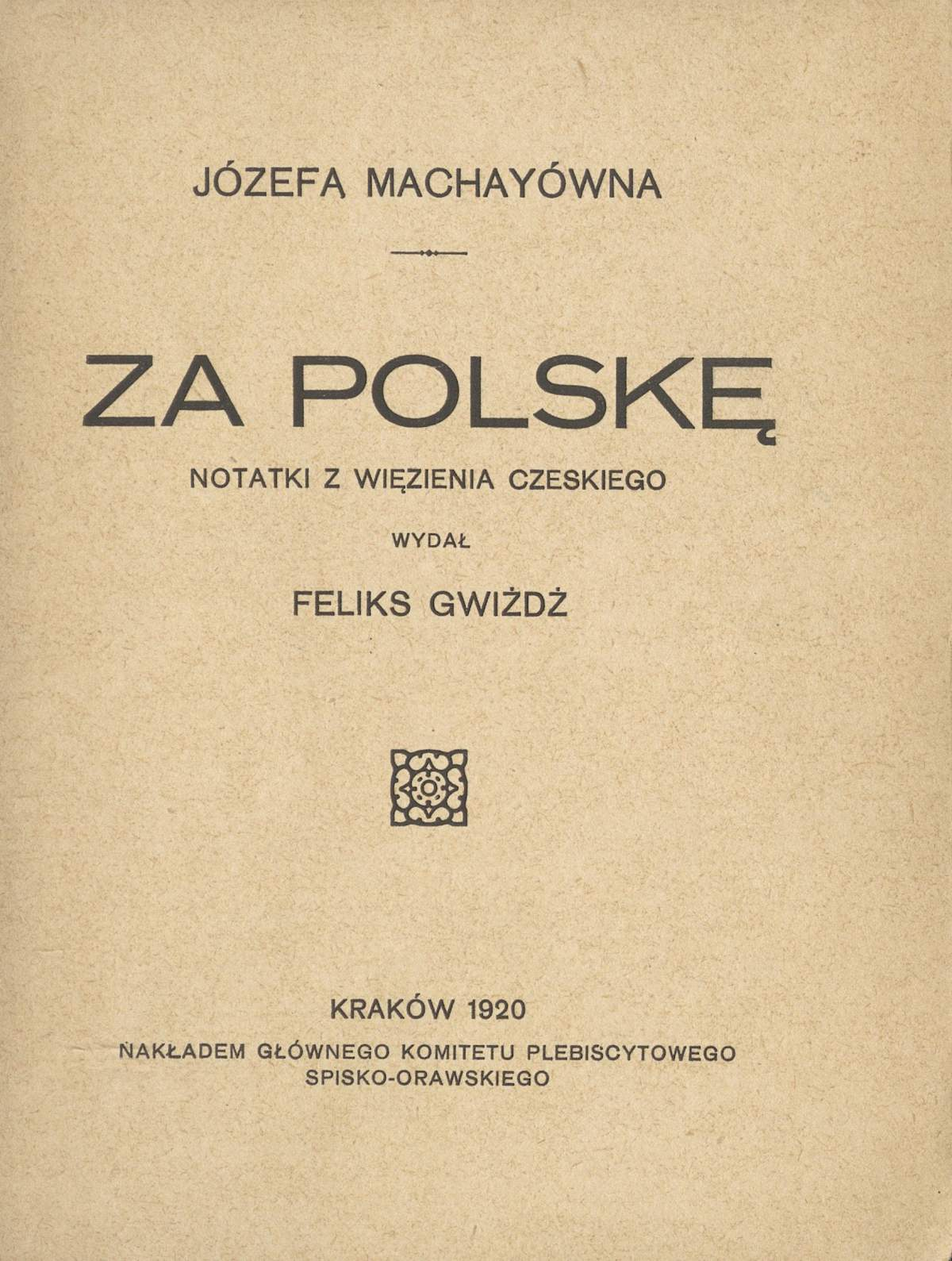
Okładka książki „Za Polskę” Józefy Machayówny wydanej w 1920 r.

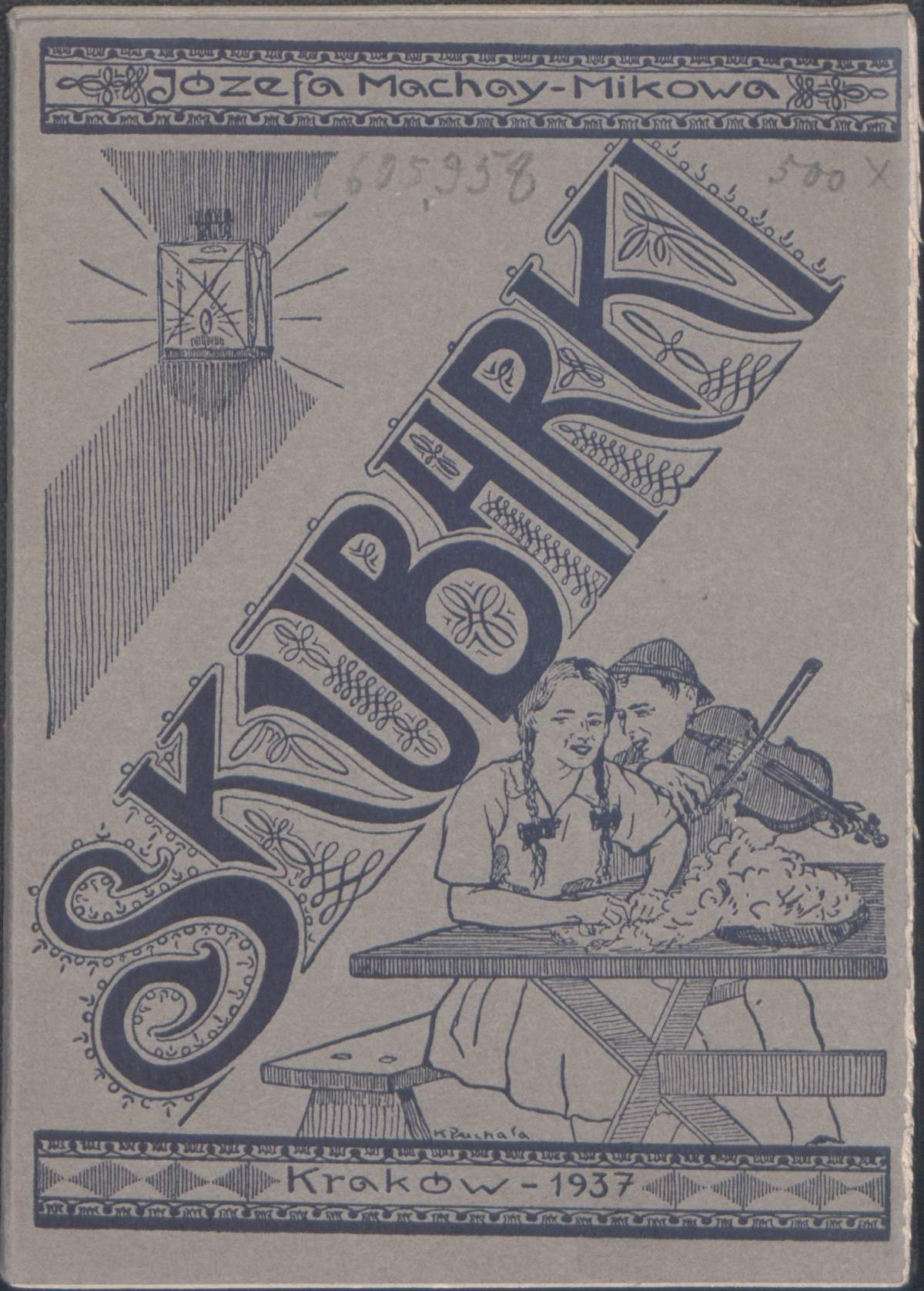
Okładka książki „Skubarki” Józefy Mikowej wydanej w 1937 r.

### Okres międzywojenny
24 stycznia 1922 poślubiła Emila Mikę, działacza niepodległościowego (w 1920 współorganizatora Tajnej Organizacji Wojskowej na Orawie), nauczyciela i organistę z Lipnicy Wielkiej. Zaangażowała się w działalność społeczną: w 1920 została przewodniczącą miejscowego koła Towarzystwa Szkoły Ludowej, utworzyła koło rolnicze; w 1926 dzięki jej staraniom i wsparciu brata, Ferdynanda, powstał w Lipnicy Wielkiej Dom Ludowy. Była aktywną działaczką Związku Górali Spisza i Orawy, prezeską oddziału orawskiego. Wspierała męża, prowadzącego zespół regionalny „Orawiacy”, napisała teksty do dwóch widowisk muzycznych: Skubarki – Obrazek z życia ludu orawskiego (wydane drukiem w 1937 w Krakowie nakładem Związku Górali Spisza i Orawy) i Orawski pochód weselny. Wraz z mężem założyli także orkiestrę dętą, chór i kółko teatralne, przyczynili się do powstania jednostki Ochotniczej Straży Pożarnej w Lipnicy Wielkiej – Murowanicy.

### II wojna światowa
W 1939 związała się ze strukturami polskiego wywiadu, na ich rzecz prowadziła działalność wywiadowczą, także na terytorium Słowacji. Wybuch wojny zastał ją i jej męża na szkoleniu wojskowym w Zakopanem. W październiku 1939 przedostała się do Krakowa i zamieszkała u brata Ferdynanda, proboszcza parafii Najświętszego Salwatora. Była współorganizatorem Tajnej Organizacji Wojskowej, pod pseudonimem „Ryś” pełniła funkcję szefa łączności i płatnika okręgu krakowskiego. Organizowała sieć szlaków przerzutowych i kurierskich z kraju przez Słowację na Węgry. Była Głównym Kwatermistrzem Obszaru Południowego Związku Walki Zbrojnej (ZWZ); po częściowym rozpracowaniu krakowskich struktur ZWZ i TOW, w nocy z 3 na 4 maja 1941, została aresztowana wraz z mężem przez gestapo. Osadzona w więzieniu Montelupich była przesłuchiwana i torturowana. Następnie przewieziono ją do Hotelu „Palace” w Zakopanem, gdzie poddano ją kolejnym przesłuchaniom. Nie załamała się w śledztwie, a w kwietniu 1942 przewieziono ją na powrót do Krakowa. Od Ferdynanda Machaya dowiedziała się o śmierci swojego męża w KL Auschwitz. Została zamordowana zastrzykiem fenolu 14 października 1942. Jej zwłoki wydano bratu, który pochował ją w grobowcu rodzinnym na Cmentarzu Salwatorskim (sektor SC10-A-1). Odznaczona pośmiertnie Orderem Virtuti Militari.

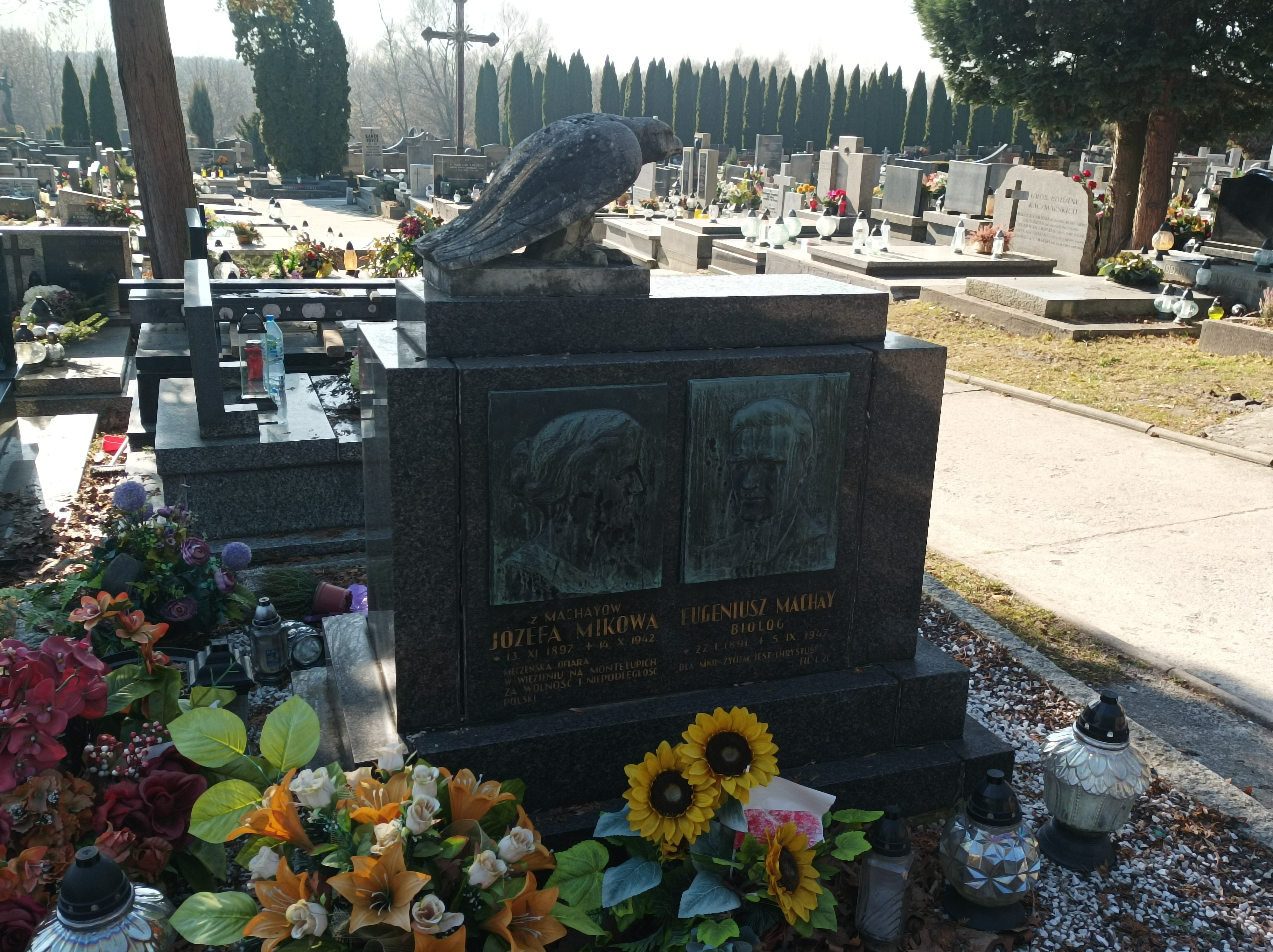
Grób Józefy Mikowej na cmentarzu Salwatorskim w Krakowie

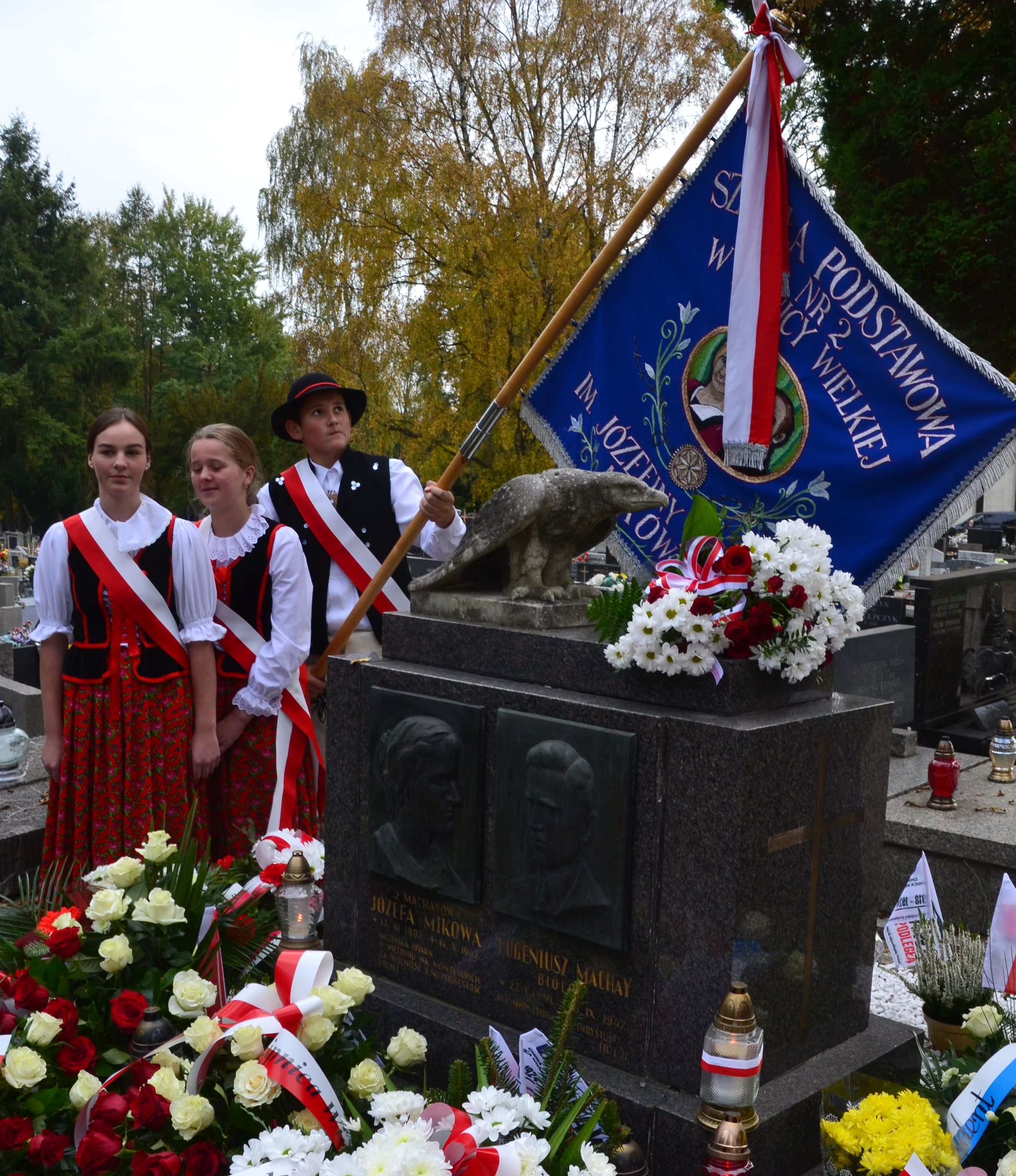
Poczet sztandarowy Szkoły im. Józefiny i Emila Mików w Lipnicy Wielkiej przy grobie Józefy Mikowej podczas uroczystości w 80. rocznicę jej śmierci, 14 października 2022

## Upamiętnienie
Od 17 czerwca 2002 imię Józefiny i Emila Mików nosi Szkoła Podstawowa nr 2 w Lipnicy Wielkiej.
W latach 2014–2019 Józefa Machay-Mikowa była patronem gimnazjum w Zespole Szkół w Zubrzycy Dolnej.
Wraz z mężem są patronami jednej z ulic w Jabłonce.
4 lipca 2020 upamiętniona została tabliczką na pomniku – Murze Orawskich Ojców Niepodległości w Lipnicy Wielkiej.
W 2012 ukazała się jej książkowa biografia Józefa Machay-Mikowa – orawska męczennica autorstwa Barbary Zgamy (ISBN 978-83-7638-178-7).
W 2021 powstał (z inicjatywy Karoliny Kowalczyk, Renaty Martyniak i ks. Damiana Obrała w ramach działania Ora#Wa Power we współpracy z Gminnym Centrum Kultury w Lipnicy Wielkiej i Stowarzyszeniem Rozwoju Orawy) teledysk Przeznaczenie poświęcony Józefie Mikowej.
W 2022 powstał film dokumentalny o niej Kobieta ryś, w reżyserii Wojciecha Kursy wg scenariusza Agaty Puścikowskiej, produkcja
TVP3 Kraków. Premiera miała miejsce 15 kwietnia 2022 w TVP Historia.
Rok 2022 Rada Gminy Lipnica Wielka ogłosiła Rokiem Józefiny Mikowej i Piotra Borowego.
W nocy z 3 na 4 maja 2021, w 80. rocznicę aresztowania Józefy i Emila Mików przez Gestapo, Wójt Gminy Lipnica Wielka Mateusz Lichosyt wraz z grupą roboczą Orawa2024, zorganizowali pierwszy Nocny Bieg Mików. Trasa biegu od Polany Stańcowej do Marysinej Polany liczyła ok. 18 km.
Latem 2022 Stowarzyszenie Lipnica Wielka wraz z grupą nieformalną Orawa2024 we współpracy z Gminą Lipnica Wielka wydało Notes Mików (red. Robert Kowalczyk, Karolina Kowalczyk) ISBN 978-83-66991-08-8, książkę zawierająca cytaty określające, opisujące lub wyrażane przez Józefinę i Emila Mików oraz liczne ilustracje. Zostaje spore miejsce na własnoręczne notatki.
We wrześniu 2022 film Józefa Machay-Mikowa nakręcony przez uczennice Szkoły Podstawowej nr 1 w Jabłonce, Natalię Dziurczak, Anastazję Pilch i Izabelę Sandrzyk, pod opieką Roberta Ślusarczyka, dostał wyróżnienie w konkursie organizowanym przez Instytut Pamięci Narodowej – „Niezwyciężone. Bohaterki Niepodległej”. 11 listopada 2022 film został zamieszczony na kanale IPNtvPL.
13-14 października 2022 w Krakowie w Kościele św. Augustyna i św. Jana Chrzciciela (Norbertanek) i na Cmentarzu Salwatorskim odbyły się uroczystości poświęcone Józefie Mikowej.
W listopadzie 2022 r. Radio Kraków we współpracy z Gminą Lipnica Wielka rozpoczęło produkcję widowiska słowno-muzycznego „Józefa Mikowa Królowa Orawy”, w którym występują m.in. muzycy projektu Biełaso oraz chór Eduardo z Lipnicy Wielkiej, krakowscy aktorzy: Ewa Romaniak i Andrzej Róg (Muzyka: Darek Budkiewicz, Karolina Kowalczyk oraz orawska muzyka ludowa). Pomysł i koncepcja widowiska: Karolina Kowalczyk, Dariusz Budkiewicz, Robert Kowalczyk. Reżyseria: Robert Kowalczyk, Karolina Kowalczyk. Jego premiera miała miejsce 26 grudnia 2022 r. na antenie Radia Kraków. Słuchowisko zostało udostępnie także w wersji video na kanale Radia Kraków na YouTube.
W listopadzie 2022 r. zespół De Press opublikował teledysk Józefa Mikowa pseudonim Ryś.
Orawska Grupa Teatralna przygotowała spektakl „Królowa Orawy” (scenariusz i reżyseria: Robert Kowalczyk; muzyka: Dariusz Budkiewicz), którego premiera odbyła się 3 grudnia 2022 r. w Domu Ludowym w Lipnicy Wielkiej.